# Acalolepta artensis
Acalolepta artensis là một loài bọ cánh cứng trong họ Cerambycidae.